# دونمه
دونمه یا دوم بر وزن سُم ‌(ترکی: dönme) به یک گروه از یهودیان مخفی در امپراتوری عثمانی گفته می‌شود که ظاهراً اسلام آورده بودند اما در واقع یهودی و شبتایی بودند. این گروه از پیروان شبتای زوی تشکیل شده بودند که یک کابالاییست قرن ۱۷ بود که ادعای مسیح بودن کرد و در نهایت توسط سلطان محمد چهارم مسلمان شد. بعد از زوی پیروان او نیز به اسلام گرویدند و دونمه نامیده شدند. بیشتر دونمه‌ها با ازدواج با دیگران مخلوط شده و اکنون قابل تشخیص نیستند. تعداد کمی از آن‌ها هنوز خود را یهودی می‌دانند با اینکه بقیه یهودیان آن‌ها را یهودی نمی‌دانند.
دونمه‌ها از بازماندگان اخراج‌شدگان از اسپانیا بودند. اکثر آن‌ها دارای دو نام بودند، یک نام مذهبی که آن را مخفی نگاه می‌داشتند و یک نام سکولار که در زندگی روزمره استفاده می‌کردند. آن‌ها به مساجد می‌رفتند و در ماه رمضان روزه می‌گرفتند و حتی گاهی به حج نیز می‌رفتند.

## تاریخچه
با وجود گرویدن به اسلام شبتیان در خفا یهودی بودند و مراسم یهودی را مخفیانه انجام می‌دادند. آن‌ها شبتای زوی را به عنوان مسیح قبول کردند. آن‌ها به زبانهای عبری و لادینو عبادت می‌کردند. آن‌ها همچنین مراسمی مربوط به شبتای زوی مانند جشن تولد او را انجام می‌دادند. پیروان او گرویدن زوی را به صورت کابالایی تفسیر می‌کردند.
چندین شاخه دونمه وجود دارد. اولین شاخه اسمیرلی که در ازمیر ترکیه (سمیرنا) است بود. شاخه دوم ژاکوبی است که توسط ژاکوب کردو برادرزاده همسر زوی ایجاد شد. کردو ادعا کرد که زنده شدن مجدد زوی است و خود او نیز مسیح است. برچیا روسو که به نام عثمان بابا شهرت دارد کاراکاشی را ایجاد کرد. مبلغان کاراکاشی در لهستان بسیار فعال بودند و از معلمان ژاکوب فرانک بودند. ژاکوب فرانک نیز فرقه فرانکیسم را ایجاد کرد. گروه دیگری به نام لچلی که اصلیت لهستانی داشتند در سالونیک و قسطنطنیه زندگی می‌کردند.
دونمه‌ها قوانین یهودی را به صورت علنی زیر پا می‌گذاشتند. آن‌ها در روز شنبه (شبات) سیگار می‌کشیدند و برای بقیه یهودیان آتش روشن می‌کردند و غذا درست می‌کردند. آن‌ها برای ترک‌ها وقتی بقیه یهودیان به دلیل مذهبی کار نمی‌کردند کار انجام می‌دادند و برای مسیحیان در روز یکشنبه کار می‌کردند. آن‌ها کاتبان چیره‌دستی بودند و در بازار و در پست‌های دولتی در این مقام بودند.
برخی از مفسران پیشنهاد کرده‌اند که چند تن از اعضای برجسته ترکان جوان، یک جنبش ضد مطلقه متشکل از انقلابیون سلطنت‌طلب مشروطه که در سال ۱۹۰۸ سلطان را مجبور به اعطای قانون اساسی کردند، دونمه بودند.
یکی از رهبران توطئه ترور رئیس جمهور مصطفی کمال آتاترک در ازمیر پس از تأسیس جمهوری ترکیه، محمد جاوید بیگ، عضو موسس حزب اتحاد و ترقی و وزیر سابق دارایی امپراتوری عثمانی، دونمه بود. پس از تحقیقات گسترده دولتی، جاوید بیگ مجرم شناخته شد و سپس در ۲۶ اوت ۱۹۲۶ در آنکارا به دار آویخته شد. پس از تأسیس جمهوری ترکیه در سال ۱۹۲۳، سیاست های ملی گرای ترک آتاترک که اقلیت های قومی و مذهبی را در کمین گذاشته بود، با تبلیغات یهودستیز ناشران ملی گرا در دهه های ۱۹۳۰ و ۱۹۴۰ همراه بود.
با اینکه دونمه‌ها معمولاً فقط با یکدیگر ازدواج می‌کردند ازدواج بین آن‌ها و افراد دیگر و حل شدن از قرن ۱۹ رواج یافت. در پایان قرن ۲۰ دونمه به صورت کامل در جامعه ترکیه حل شده بود و ازدواج مخلوط از بعد از سال ۱۹۶۰ رواج یافت.
یک مثال جالب از دونمه در ترکیه الیگاز زورلو است که در سال ۲۰۰۰ شرکت نشر زوی را ایجاد کرد و خود را یهودی می‌خواند ولیکن بٍث دین یهودی بودن او را بدون گرویدن به یهودیت قبول ندارد. او ادعا کرد که در اسرائیل به یهودیت گرویده‌است و درخواست قانونی برای تغییر دین خود از اسلام به یهودیت ارائه کرد. دادگاه به نفع او رای داد. این رای در نظر بسیاری بحث‌برانگیز بود. یکی از دلایل این امر شریک شدن او با مسلمانان مانند محمد شوکت ایگی بود.
دانشگاه ایسیک که جزئی از مدارس فیضیه (ترکی: Feyziye Mektepleri Vakfı, FMV) است و مدارس تراکی توسط دونمه ایجاد شده‌اند. این دانشگاه‌ها بعد از اینکه یونانی‌ها شهر سالونیک را تسخیر کردند به کار خود ادامه دادند.
در سال ۱۹۲۴ محمد کاراکاشزاده روستو که در یک خانواده کاراکاش به دنیا آمده بود ادعا کرد که دونمه بین خود تعویض همسر انجام می‌دهند. او همچنین گفت که دونمه میهن‌پرست نیستند و در اجتماع حل نشده‌اند. بعضی از دونمه‌ها ادعای او را تأیید کردند ولیکن گفتند که این رخدادها به اندازه ادعای او رایج نیستند.
به تازگی جنبش نوشبتایی کابالا توسط رب یاکوف لیب هاکوهین در گروهی به نام دونمه غرب احیا شده‌است. روزنامه اسرائیلی معریو مصاحبه‌ای نیز با هاکوهین انجام داد. معریو مطالبی در مورد دیدگاه‌های نوشبتاییان از جمله «رستگاری از طریق گناه» منتشر کرد.